# Розслідується кримінальна справа...
«Розслідується кримінальна справа…» — радянський телефільм 1983 року, знятий режисером Євгеном Мокроусовим на студії «Київнаукфільм».

## Сюжет
Фільм розповідає про сучасні методи криміналістичної експертизи.

## У ролях
- Юрій Воропай — головна роль
- Євген Паперний — головна роль

## Знімальна група
- Режисер — Євген Мокроусов
- Сценарист — М. Рубінштейн
- Оператор — Лев Штіфанов